# مردم مایا
مردم مایا، گروهی از مردمان سرخ‌پوست اند که در آمریکای میانه زندگی می‌کنند. استقرار آنها در مکزیک جنوبی، گواتمالا، بلیز، السالوادور و هندوراس است. عبارت فراگیر مایا، نام جمعی مردمی است که دارای میزانی اشتراکات فرهنگی و میراث مشترک زبانی اند؛ هرچند عبارت مردم مایا دربردارندهٔ جمعیت‌ها، جوامع و گروه‌های قومی بسیاری است که هر کدام سنن ویژه، فرهنگ و هویت تاریخی مخصوص به خود را دارند.
جمعیت مایاها پیش از ورود کلمب به قارهٔ آمریکا حدوداً هشت میلیون بود. تخمین زده می‌شود که حدود ۷ میلیون مایا در آغاز قرن بیستم در این مناطق می‌زیستند. مردم مایا در گواتمالا، مکزیک جنوبی و شبه‌جزیره یوکاتان، بلیز، السالوادور و هندوراس غربی، میزان درخور توجه‌ای از میراث فرهنگ باستانی مایاها را همچنان زنده نگه‌داشته‌اند. برخی از این مردم، در محل زندگی‌شان، با مردم اسپانیایی‌شدهٔ مستیزو کاملاً ادغام شده‌اند؛ این در حالی‌است که برخی دیگر از مردم مایا، همچنان به زندگی سنتی و فرهنگی منحصر به فردشان ادامه می‌دهد و اغلب به یکی از زبان‌های مایایی به مثابه زبان اصلی سخن می‌گویند.
بزرگترین جمعیت مایاها در دورهٔ معاصر در گواتمالا، بلیز و غرب هندوراس و السالوادور بودوباش دارند. نیز جمعیت بزرگی از مایاها درون برخی از ایالت‌های مکزیک، که در ادامه آمده‌است، زندگی می‌کنند: ایالت‌های یوکاتان، کامپچه، کینتانا رو، تاباسکو و چیاپاس.